# Béb, Veszprém
Béb (în germană Wieb) este un sat în districtul Pápa, județul Veszprém, Ungaria, având o populație de 259 de locuitori (2011).

## Demografie
Componența etnică a satului Béb
     Maghiari (70,74%)
     Germani (27,33%)
     Romi (1,93%)
Componența confesională a satului Béb
     Romano-catolici (68,73%)
     Fără religie (7,72%)
     Reformați (5,02%)
     Luterani (1,54%)
     Necunoscută (16,99%)
Conform recensământului din 2011, satul Béb avea 259 de locuitori. Din punct de vedere etnic, majoritatea locuitorilor (70,74%) erau maghiari, existând și minorități de germani (27,33%) și romi (1,93%).  Din punct de vedere confesional, majoritatea locuitorilor (68,73%) erau romano-catolici, existând și minorități de persoane fără religie (7,72%), reformați (5,02%) și luterani (1,54%). Pentru 16,99% din locuitori nu este cunoscută apartenența confesională.